# 吉川経家
吉川 経家（きっかわ つねいえ）は、戦国時代から安土桃山時代にかけての武将。毛利氏の家臣。吉川経安の嫡男。本姓は藤原氏。石見吉川氏当主。

## 生涯

### 毛利氏の石見支配の重鎮の子
天文16年（1547年） 、大内義隆に従う石見国の国人である石見吉川氏当主・吉川経安の嫡男として生まれる。
天文23年（1554年）5月12日の防芸引分で毛利氏と大内氏が断交すると、毛利元就の次男・吉川元春が家督を相続していた吉川惣領家も毛利氏と共に大内氏から離反しているが、経家の父・経安が当主を務める石見吉川氏は引き続き大内義長に従った。後に毛利氏に従ったが、吉川元春の家臣となったわけではない。
永禄3年（1560年）12月13日、吉川元春の嫡男・吉川鶴寿丸（後の吉川元長）の加冠を受けて元服し、「経」の一字を受けて「吉川小太郎経家」と名乗る。
翌永禄4年（1561年）、尼子氏に寝返った石見国人・福屋隆兼らが率いる5,000人に居城の福光城を攻められた際には、若年ながら父・経安とともこれを迎撃した。その後の詳細は不明であるが、父とともに石見国の重鎮として国内の安定化に努めた。
永禄11年（1568年）1月5日、吉川元資（後の吉川元長）から「式部少輔」の官途名を与えられる。経家が元服の際に加冠を受けた相手も吉川元長であることから、石見吉川氏は毛利氏に従属する国人であったが、経家個人としては吉川惣領家の吉川元長と強い絆で結ばれていた。
天正2年（1574年）に父・経安から所領を譲られており、この頃に家督を継承したと考えられてる。しかし、天正4年（1576年）、天正5年（1577年）、天正8年（1580年）に吉川元春・元長父子から所領を与えられた際の宛先は全て父・経安となっており、経家が家督を継承しても経安が完全に隠居したわけではないことを示している。

### 鳥取城への入城
天正8年（1580年）6月、織田信長の命を受けた羽柴秀吉による第一次因幡国侵攻により、毛利方の鳥取城主・山名豊国は織田氏に降伏した。羽柴秀吉が因幡国と但馬国の仕置きを終えて播磨国姫路に引き揚げると、吉川元春は益田氏、石見小笠原氏、佐波氏といった石見国の国人達を動員して伯耆国に進攻し、南条元続の羽衣石城を包囲すると共に因幡国へ進攻する姿勢を見せる。
同年9月21日、山名豊国の家臣である森下道誉や中村春続らが吉川元春の調略に応じ、山名豊国を鳥取城から追放した上で毛利氏に無条件で鳥取城を引き渡すことを申し出たため、元春は家臣の市川春俊と朝枝春元に兵500～600を派遣して鳥取城を受け取った。
鳥取城が再び毛利方に転じたことで、羽柴秀吉の家臣となった尼子旧臣の亀井茲矩が守る鹿野城は孤立状態に追い込まれたが、すぐに決着がつくとみた吉川元春の想定以上に持ちこたえたため、同年10月に秀吉は因幡国に援軍を送ったとみられるが、寡兵であったためか鳥取城の奪回は進まなかった。そこで秀吉は12月に亀井茲矩に対し、来春には織田信長が西国に出馬し秀吉がその先陣を務め、合わせて亀井茲矩に知行を与える旨の書状を送って戦意を鼓舞した。さらに秀吉は、山名豊国によって切腹に追い込まれていた因幡武田氏の武田右衛門の旧臣を味方につけている。
天正8年（1580年）末時点の毛利氏の主戦場は、美作国における祝山城をめぐる宇喜多氏との攻防と南条元続が守る伯耆国の羽衣石城攻めであり、因幡国への大規模な派兵は祝山城を守り切った上で羽衣石城を攻め落としてから出ない限り困難であった。さらに、天正9年（1581年）1月に因幡宮吉城の田公新介が毛利氏を離反して西因幡と鳥取城を結ぶ内陸部の交通路を遮断した。
そうした状況のなか、天正9年（1581年）に比定される1月6日付けの吉川元春の書状によると鳥取城の兵糧や弾薬が不足しているなど守備が困難な状況が記されると共に、出雲国の真山城または末次城を居城とする末次元康（毛利元康）の派遣や、安芸国からの援軍の派遣については輝元が消極的であったことが記されており、鳥取城番を引き受ける人物が容易には見つからなかったと推定される。そこで、山陰方面の戦線を統括する吉川氏の同族であり、吉川元長と固い絆で結ばれている経家に白羽の矢が立ったと考えられている。
また、同書状にて「式部手前之事、むつかしく申候哉（経家が恩賞のことについて難しいことを言っているのですが）」と述べており、鳥取城番が危険な任務であることを認識すると共に、経家個人はともかく、経家と共に鳥取城に赴く石見吉川氏家臣団の納得を得るための恩賞が必要となることから、経家は鳥取城番を受諾するにあたって過大な恩賞を要求したことが窺われ、元春と元長は1月14日付けの書状で経家に600石の恩賞を約束したが、因幡国での給付であるため織田勢に勝利しなければ獲得できないという厳しい条件の恩賞であった。
同年2月26日、鳥取城の城番を務めるために因幡国へ出立するにあたり、経家は討死も覚悟して嫡男の亀寿丸（後の吉川経実）に所領の譲状を作成し、船で因幡国へ向かった。
同年3月18日に経家が鳥取城に入城するにあたっては鳥取城に在番する毛利勢や因幡国の国人衆から歓待を受けており、鳥取城に在番していた毛利勢が千代川河口の賀露まで経家を迎えに赴き、因幡衆の各家からは迎えの家臣が鳥取城の麓で出迎え、翌3月19日に因幡衆の各家の当主と対面している。このような歓待に感激したためか、経家は3月20日付けの書状において、因幡国へ赴いたことは世間への聞こえ、場所、城の立派さ、歴々の中から選ばれた事など、全てこれ以上は望むべくもない程のことであり、日本でも有名な名城である鳥取城に籠もって毛利家の役に立ち、名誉を後世まで残すことは昔から未来に至るまでこれ以上の望みはないと述べている。

### 鳥取城籠城戦
経家が鳥取城に入城した際の鳥取城の守備兵は山名氏配下が1,000名、毛利氏配下が800人、近隣の籠城志願の農民兵が2,000人の、おおよそ4,000人であった。経家はすぐさま防衛線の構築に取り掛かり、籠城の準備を進めたが、兵糧の蓄えがおおよそ平時城兵3か月分しかなかった。これは因幡国内の米は秀吉の密命によって潜入した若狭国の商人によって全て高値で買い漁られ、その高値に釣られた鳥取城の城兵が備蓄していた兵糧米を売り払ったためであった。このまま行けば兵糧はひと月持つかどうかも怪しい状態であった。
6月、経家の予測より早く羽柴秀吉率いる2万の軍勢が因幡に侵攻し、7月に鳥取城を包囲、攻撃を開始した。秀吉は無闇に手を出さず、黒田孝高の献策により包囲網を維持し続けた。鳥取城は包囲網により糧道を断たれ、陸路および海路を使った兵糧搬入作戦も失敗。兵糧は尽き、2ヶ月目には城内の家畜や植物も食べ尽くし、3ヶ月目には守城兵の餓死者が続出し始める。城内は「餓死した人の肉を切り食い合った。子は親を食し、弟は兄を食した」という地獄絵図となった。それでも4ヶ月の籠城に耐えたが、10月、経家は森下道誉・中村春続と相談し、ここに至って城兵の助命を条件とし、降伏することとなった。
秀吉は経家の奮戦を称え、責任を取って自害するのは森下道誉・中村春続だけでよく、経家は帰還させるとの意思を伝えた。しかし経家はそれを拒否し、責任を取って自害するとの意志を変えなかった。困惑した秀吉は信長に確認をとり、信長は経家の自害を許可した。

### 切腹
10月25日早朝、経家は家臣と暇乞いの盃を交わし、具足櫃に腰を掛けて、脇差に紙を中巻きにすると、それを見守る家臣の座中に目をやって、大声で「うちうち稽古もできなかったから、無調法な切りようになろう」と言ってから切腹した。介錯は家臣の静間源兵衛が務めた。そして家臣の福光小太郎、若鶴甚右衛門、坂口孫次郎らが殉死した。
自害に先立って父や子供らに遺書を残し、自分の心情を記している（その遺言状は5通中3通が現存している）。また、自害の際には小姓の山県長茂が付き従っており、その自害の模様の詳細を記述して、後世に伝えている。
辞世は「武士（もののふ）の 取り伝えたる梓弓 かえるやもとの 栖（すみか）なるらん 」。
自害後、その首は秀吉の下に届けられた。秀吉は首を見るなり「哀れなる義士かな」と言って男泣きしたと伝わる。その後、安土の織田信長のもとに送られ、信長によって丁重に葬られた。
墓所は城内の青木局と呼ばれる場所に建てられたが、慶長6年（1601年）に池田長吉が入城して城を改修した際に、城外の円護寺五反田に移された。
平成5年（1993年）、鳥取城の麓に高さ2.5mの経家の銅像が建立された。経家の肖像画は発見されていないため、直系子孫の顔写真などを参考として鳥取市出身のイラストレーターである毛利彰が原画を作成し、彫刻家の奥谷俊治が銅像の製作を担当した。

## 遺書

### 吉川経言（後の吉川広家）宛
```
我等於鳥取御用罷立候 内々覚悟之前候條 不到忘却候 日本貮ツ之御弓矢於堺
及忰腹候事 末代之可為名誉存候 累年別而御芳情之段 望其期失念不申候存之
程不得申候 随テ奉預候長光刀 息亀寿所へ被遣候堆て可被下候 恐惶謹言
十月二十四日
式部少輔経家　花押
経言様　参人々御中
[
14
]
```

現代語訳では「毛利と織田が激突した日本二つの弓矢の境目で切腹できることは末代までの名誉と存じます」となる。

### 家臣宛
```
今度数月之籠城各辛労之段難申候　我等以一身諸人無差相助申候　此上者無異議罷下候　謹言

十月二十四日
式少経家　花押
輿一兵衛殿　他八名
```

### 子供宛
```
とつとりのこと　よるひる二ひやく日　こらへ候
ひゃう（ろう）つきはて候まゝ　我ら一人御ようにたち
おのおのをたすけ申し　一もんのなをあげ候
そのしあわせものがたり
おきゝあるべく候　　　　かしこ
 　　てん正九　十月二十五日　　　　つね家　花押
　あちやこ　申し給へ　 　かめしゆ　まいる　 　かめ五 　　とく五
[
15
]

　　　　　　
```

原文は、子どもたちが読めるようにと仮名書きが目立つが、「ひゃうろう（兵糧）」と書くべきところに脱字がある。死を前にした経家の心境を生々しく伝える。現代語訳では「鳥取の事、夜昼二百日、こらえたが兵糧が尽き果てた。そこで我ら一人がご用に立ち、みんなを助けて、吉川一門の名をあげた。その幸せな物語を聞いてほしい」となる。

## 子孫
経家の三男である吉川家好（いえよし）は後に鳥取藩藩主の池田家の家臣となり、家好の子孫には五代目三遊亭圓楽（本名：吉河寛海）がいる。
圓楽が鳥取を訪れた際に地元の図書館長が教えてくれたところによると、藩翰譜に圓楽の曽祖父にあたる人物が安政7年（1860年）に切腹したとある。その息子（圓楽の祖父）・寛雅は、当時7歳で父の自死に立会い、「侍というものはかくも悲惨なものか、もう厭だ」と思いつめて武士を辞め、徳川家所縁の増上寺に入り、僧侶となったという。明治時代に入って寛雅は苗字を「吉川」から「吉河（よしかわ）」に改めた。
経家の肖像画が現在のところ発見されていないことから、平成5年（1993年）に鳥取市で経家の銅像が建立された際には、経家の直系子孫の顔写真を参考にしており、五代目三遊亭圓楽も参考にした一人であるという。

## 関連作品
- 「首桶」（小説、短編集「西国城主」に収録。野中信二著）
- 「ものがたり、御ききあるべく候」（小説、短編集「滅びの将」に収録。羽山信樹著）